# Duke University

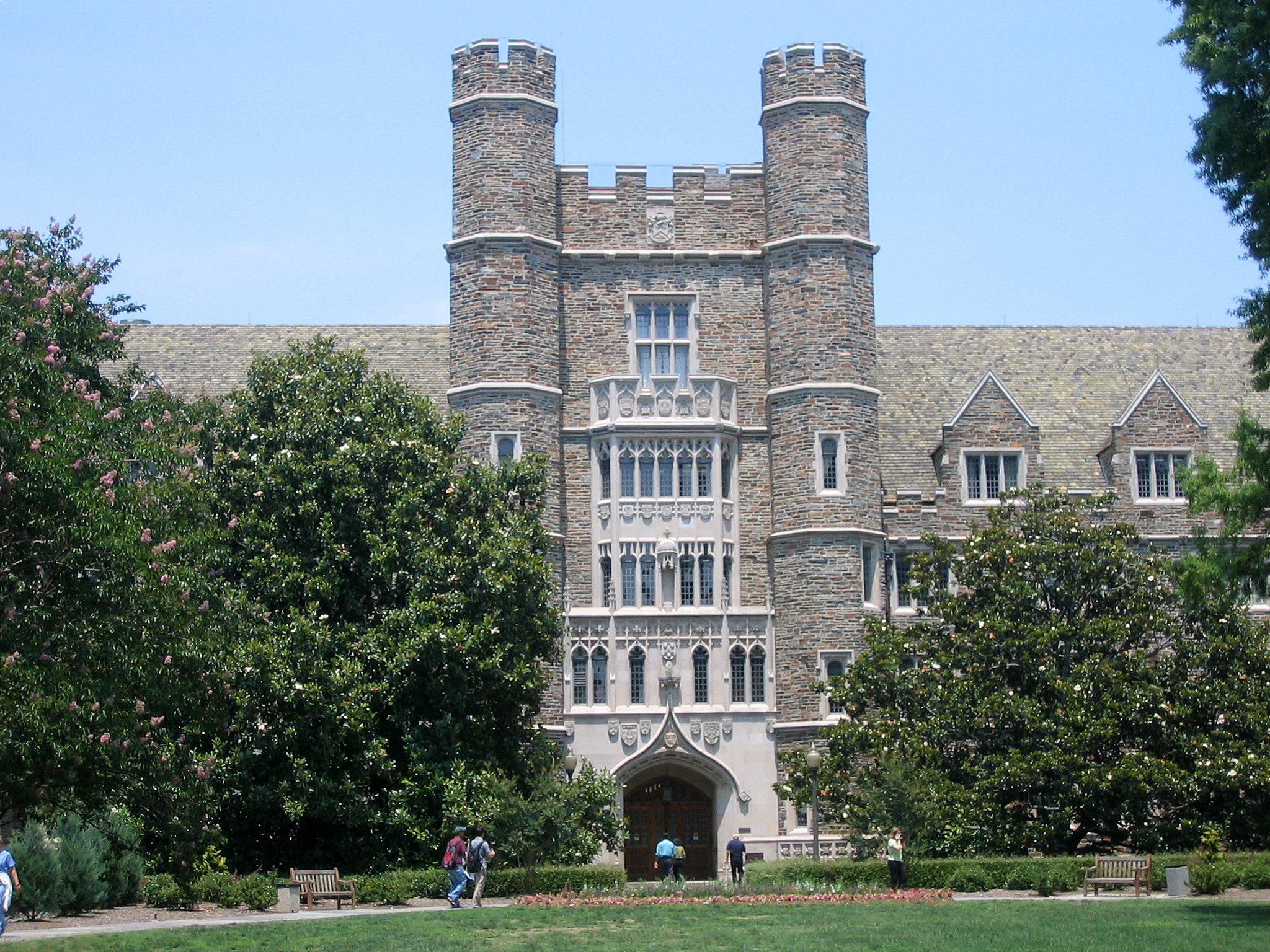
Medical Center der Duke University

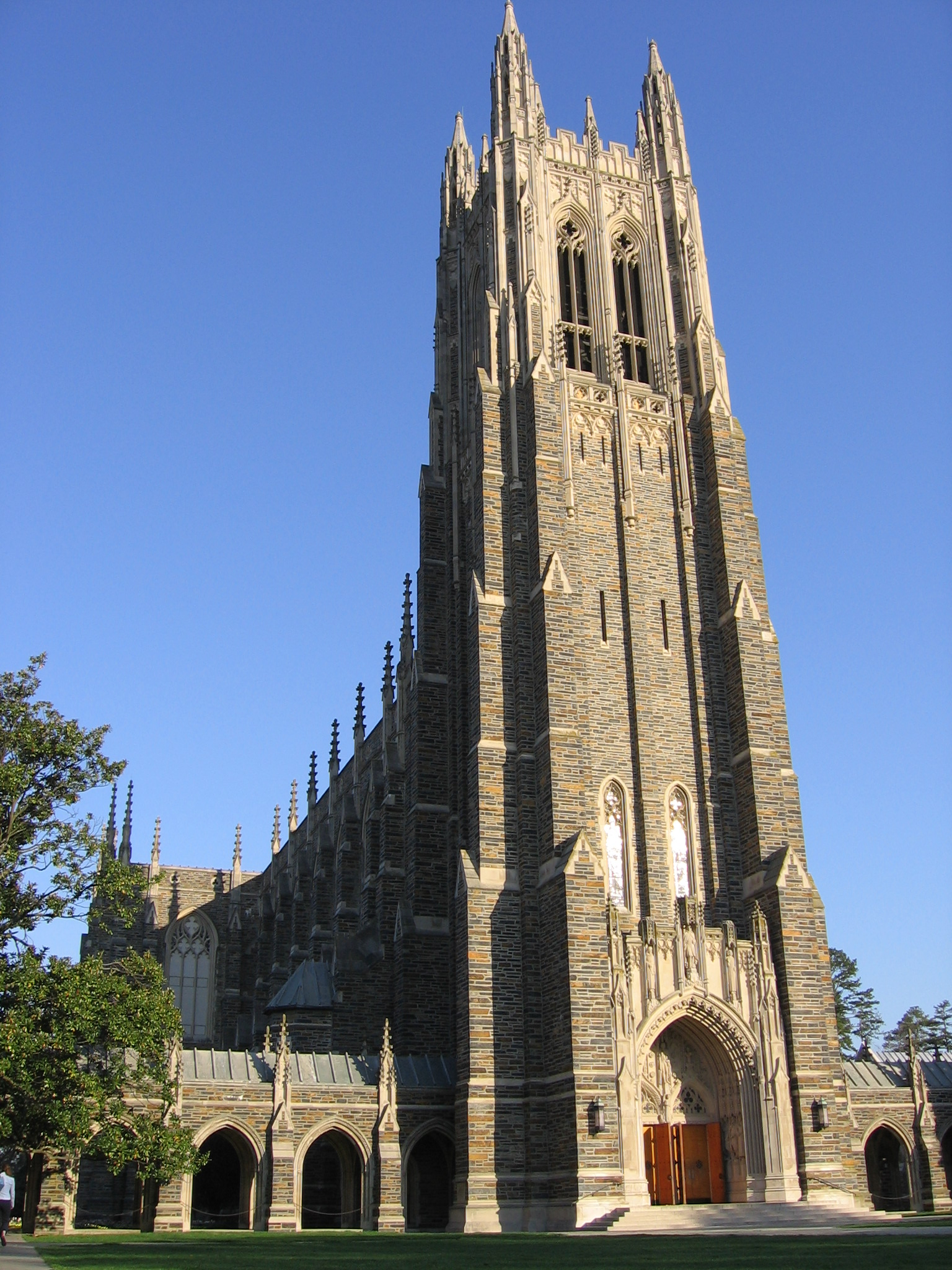
Duke Chapel

Die Duke University (kurz „Duke“) ist eine Privatuniversität in Durham, North Carolina, USA. Die Universität befindet sich im sogenannten Research Triangle bestehend aus den Städten Durham, Chapel Hill und Raleigh mit mehr als 1,3 Millionen Einwohnern. Die Universität ist nach der Familie Duke benannt, die in der Tabakindustrie und in der Energiebranche tätig war (American Tobacco Company, Duke Energy). Die Wurzeln der Hochschule gehen auf das Jahr 1838 zurück, gegründet wurde die Universität aber erst 1924, ist also vergleichsweise jung. Obwohl Duke (als Universität an der Ostküste) nicht Mitglied der Ivy League ist, gehört sie dennoch zu den renommiertesten amerikanischen Universitäten. Gemäß den neuesten Ranglisten, die von Times Higher Education und dem Wall Street Journal veröffentlicht wurden, wird die Duke University als die fünftbeste Universität in den USA anerkannt.
Duke ist die südlichste der Spitzenuniversitäten an der Ostküste und wird daher in den USA auch „Harvard of the South“ genannt. Duke ist mit der Evangelisch-methodistischen Kirche verbunden und gilt – abhängig vom betrachteten Fachbereich und den unterschiedlichen Rankings – als eine der zehn bis zwanzig „besten“ Universitäten der Welt.
Die Universität ist Mitglied der Association of American Universities, einem seit 1900 bestehenden Verbund führender forschungsintensiver nordamerikanischer Universitäten. Ihre Forschungsausgaben gehörten 2010 zu den fünf größten der USA.
Die Universität ist bekannt für ihren schönen Campus und den neogotischen Baustil, insbesondere Duke Chapel. Mit mehr als 212 Gebäuden auf 38 Quadratkilometern Land verfügt sie über einen der größten Campus der Welt, welcher von ihren Studenten auch „Gothic Wonderland“ genannt wird. Zum Campus gehören das Nasher Museum of Modern Art, der Duke Forest und die Sarah P. Duke Gardens, welche jedes Jahr mehr als 300.000 Besucher anziehen.
Das Terry Sanford Institute of Public Policy ist ein interdisziplinäres Institut für das Studium der Politik- und der Staatswissenschaft sowie der Public Policy. Es wurde in den frühen 1970er-Jahren von US-Senator Terry Sanford ins Leben gerufen und ist seit 1994 in einem Neubau im neugotischen Stil untergebracht. Richard Nixon war 1937 Absolvent der juristischen Fakultät von Duke.

## Geschichte
Die Geschichte der Universität begann als Brown’s Schoolhouse, eine Privatschule, die im Jahr 1838 in der Stadt Trinity in Randolph County gegründet wurde. Die Schule wurde betrieben von Methodisten und Quäkern, im Jahr 1851 wurde die Institution in Normal College und 1859 in Trinity College umbenannt. Die Umbenennung 1859 erfolgte vor allem aufgrund des in den vorherigen Jahren deutlich gestiegenen Einflusses der Methodistischen Kirche. 1892 wurde das Trinity College nach Durham verlegt, dies vor allem aufgrund der großzügigen Zuwendungen von Washington Duke und Julian S. Carr, beides angesehene und einflussreiche Mitglieder der Methodisten. So spendete Washington Duke im Jahr 1896 etwa 100.000 US-Dollar an das Trinity College unter der Voraussetzung, dass Frauen der Zugang zu der Bildungseinrichtung gewährt und ihnen die Gleichberechtigung mit den Männern zugestanden werde. Im Jahr 1924 wurde das Trinity College schließlich aufgrund der weiteren großzügigen Zuwendungen der Familie Duke in Duke University umbenannt. Hierdurch wurde der Universität die Möglichkeit zu einem rasanten Wachstum und einem zügigen Ausbau der universitären Infrastruktur gegeben, so wurde zwischen 1925 und 1927 der ursprüngliche Campus der Universität (der heutige East Campus) umgebaut und weitgehend mit neuen Gebäuden versehen und zwischen 1930 und 1935 erfolgte der Neubau des heutigen West Campus.

## Aufbau und Gliederung

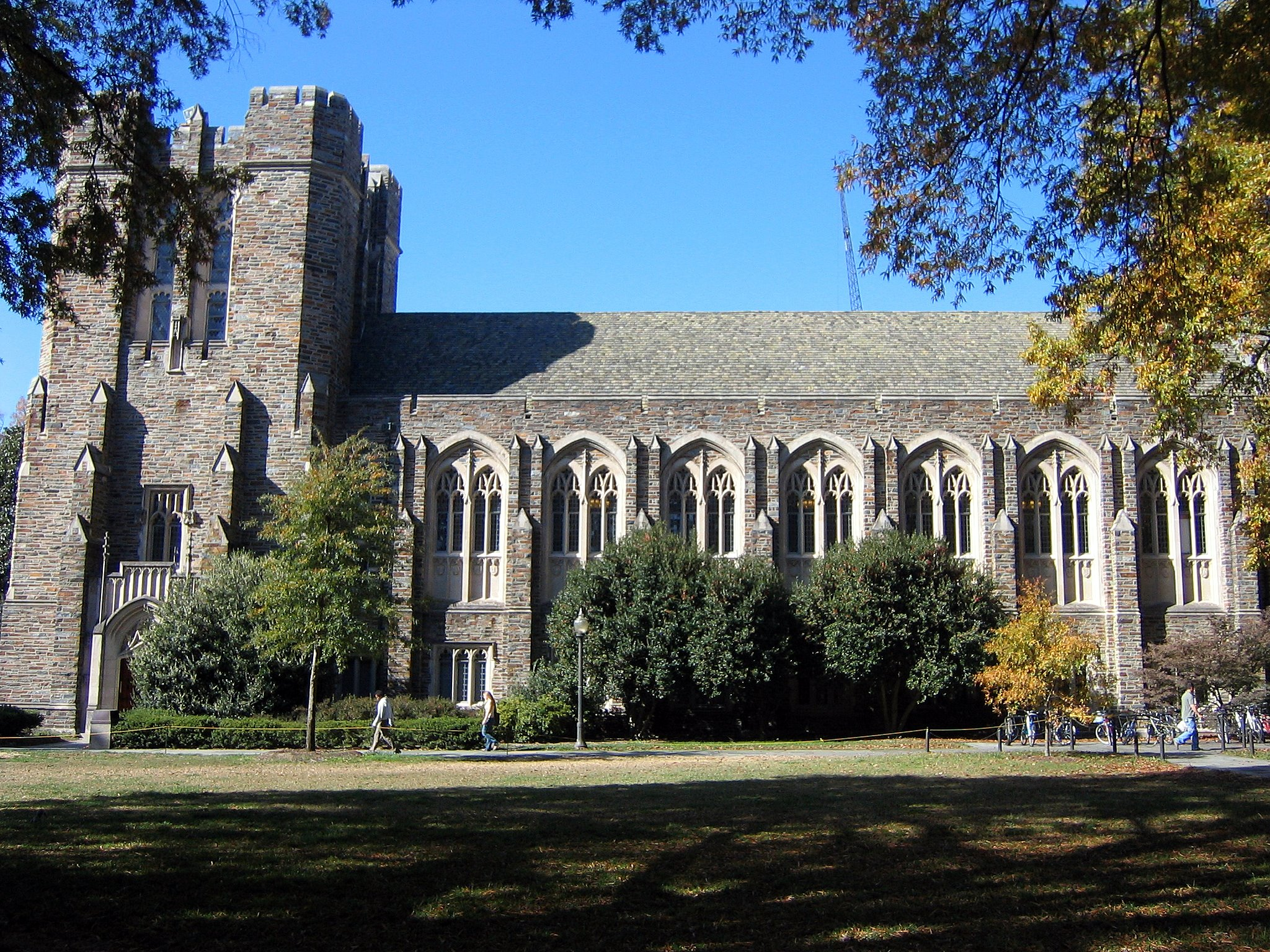
Seitenarm der Perkins-Hauptbibliothek

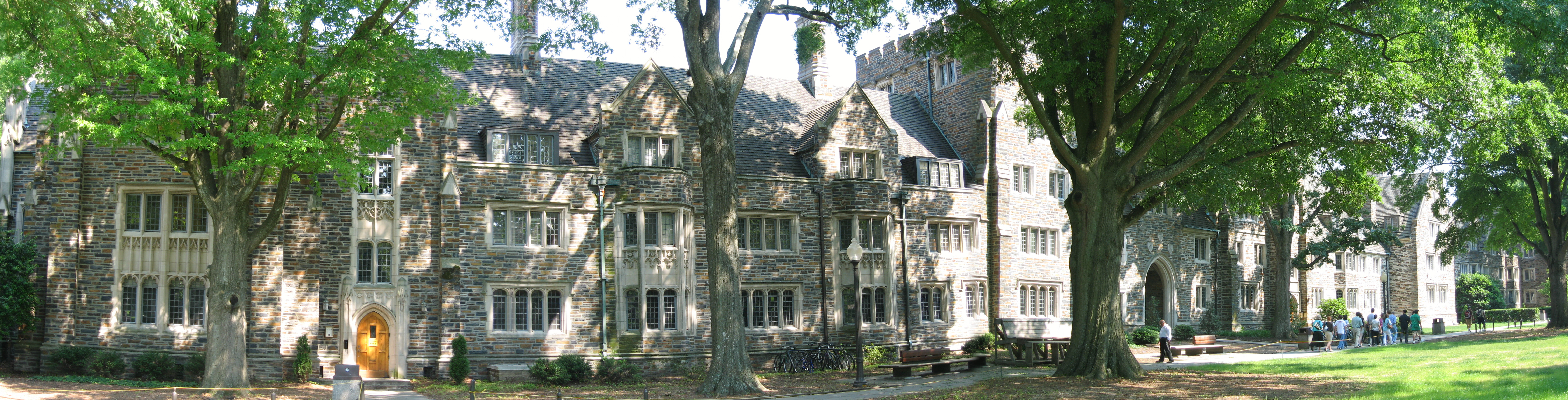
Blick entlang der von neogotischer Architektur geprägten Hauptachse des Westcampus

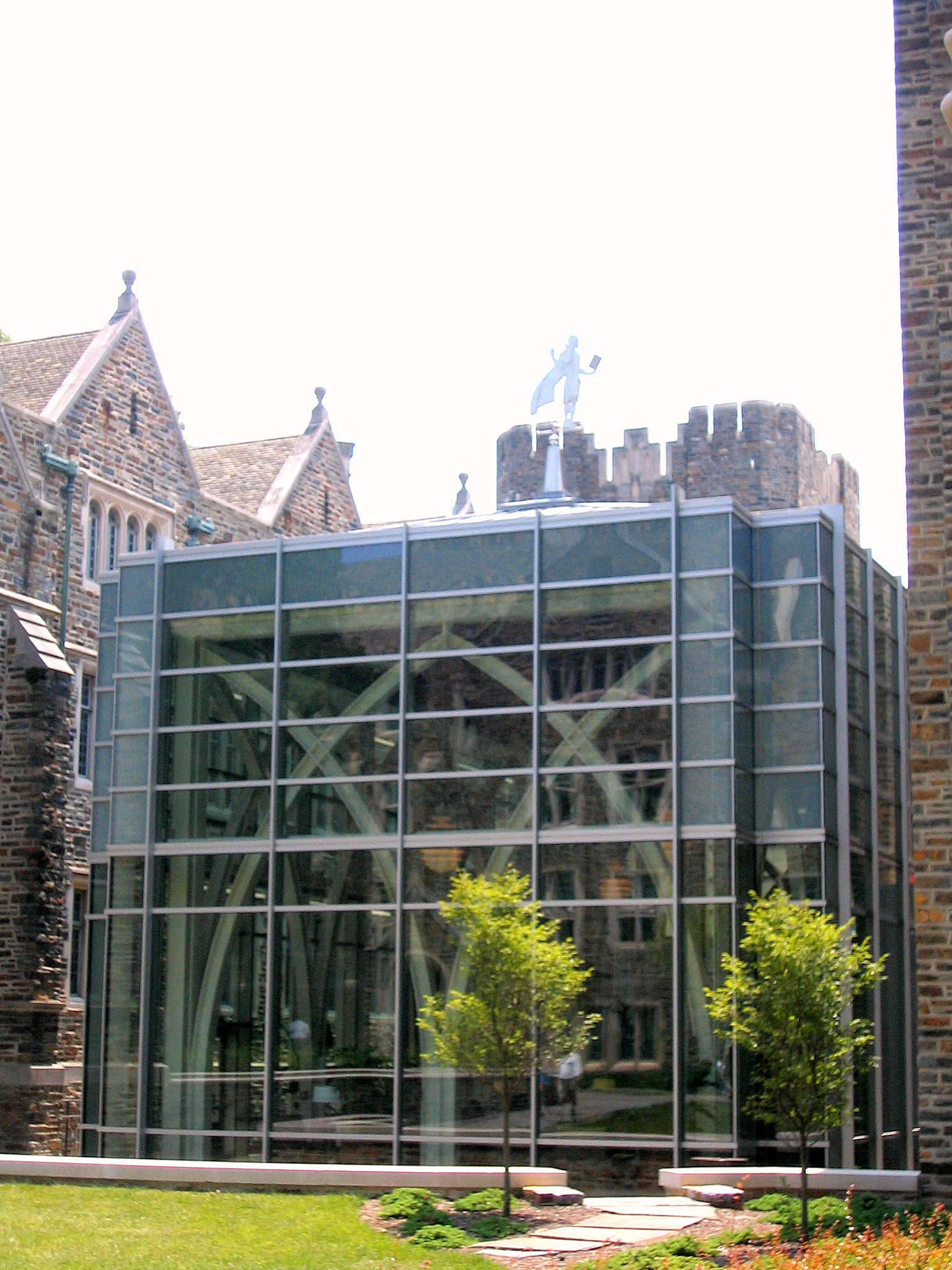
Der an die Hauptbibliothek angrenzende von-der-Heyden-Pavillon ist repräsentativ für die neuere Architektur auf dem Duke-Campus

Die Duke University gliedert sich in zwei undergraduate und zehn graduate schools bzw. professional schools und sieben institutes genannte selbstständige Forschungseinrichtungen.
Im Bereich des grundständigen Studiums deckt das Trinity College of Arts and Sciences im Wesentlichen den Bereich der Geistes-, Sozial-, Human- und Naturwissenschaften ab, während die Edmund T. Pratt Jr. School of Engineering die Bereiche Biomedizin, Materialwissenschaft, Umwelttechnik, Maschinenbau, Elektro- und Computertechnik sowie Informatik abdeckt.
Die Angebote der Duke University im Bereich des Graduiertenstudiums werden durch die Graduate School, die Pratt School of Engineering, die Nicholas School of the Environment, die School of Medicine, die Duke-NUS Graduate Medical School, die School of Nursing, die Fuqua School of Business, die School of Law, die Divinity School und die Sanford School of Public Policy bereitgestellt.
Des Weiteren gibt es an der Duke University sieben Forschungsinstitute, welche ebenfalls Kapazitäten für den Lehrbetrieb – vorwiegend im Bereich der graduate studies – zur Verfügung stellen. Dies sind das Duke Institute for Brain Sciences, das Nicholas Institute for Environmental Policy Solutions, das Kenan Institute for Ethics, das Institute for Genome Sciences and Policy, das Duke Global Health Institute, das John Hope Franklin Humanities Institute sowie das Social Science Research Institute.

## Kooperationen und Austauschprogramme der Duke University

### Austauschprogramme mit deutschen Universitäten
Das Department of Political Science unterhält Austauschprogramme für Studierende unter anderem mit der Freien Universität Berlin sowie mit dem Institut für Politische Wissenschaft der Friedrich-Alexander-Universität Erlangen-Nürnberg. Das Erlanger Austauschprogramm wird geleitet von Clemens Kauffmann und bietet jedes Akademische Jahr drei Erlanger Studenten die Möglichkeit zwei Semester an der Duke zu studieren. Auf Dozentenebene sieht das Austauschprogramm einen regelmäßigen Aufenthalt von Erlanger Dozenten an der Duke sowie für das Sommersemester den regelmäßigen Aufenthalt eines Professors der Duke in Erlangen vor. Des Weiteren unterhält die Duke ein Austauschprogramm mit der Humboldt-Universität zu Berlin, welches den gegenseitigen Austausch von jeweils zwei fortgeschrittenen Studenten vorsieht. Während dieses Programm für die „outgoing students“ der Duke lediglich einen Forschungsaufenthalt von etwa drei Monaten in Berlin vorsieht, können die Berliner Studenten ein volles Akademisches Jahr in den USA verbringen. Auf der Ebene der PhD-Studenten unterhält die Duke u. a. ein Austauschprogramm mit der Universität Potsdam, welches den Aufenthalt von bis zu vier Duke-Studenten für einen Forschungsaufenthalt von bis zu einem Jahr vorsieht. Ebenfalls gibt es eine Hochschulpartnerschaft für Master-Studenten zwischen der Universität Potsdam und der Duke University.

### Austauschprogramme und Kooperationen mit Universitäten in anderen Ländern
Austauschprogramme mit Universitäten in anderen Ländern unterhält die Duke etwa mit der Universität für Außenwirtschaft und Handel (UIBE) in Peking und der Pädagogischen Universität Yunnan in Kunming. Bei dieser Partnerschaft, genannt Duke Study in China, die seit 1982 besteht, handelt es sich um das älteste universitäre Austauschprogramm einer US-Universität mit einer Hochschule in China, bei welchem Studenten anrechenbare Leistungen erwerben können. Außerdem kooperiert die Duke mit der Universität Florenz, mit dem Institut D’Etudes Politiques de Paris, dem Intercollegiate Center for Classical Studies in Rom, dem New College der University of Oxford, der University of New South Wales in Sydney sowie dem University College London. Mit der University of Singapore unterhält die Duke seit dem Jahr 2000 im Rahmen der Duke-NUS Graduate Medical School Singapore ein Kooperationsabkommen mit dem Ziel, Singapur zum biomedizinischen Zentrum Südostasiens zu machen. Darüber hinausgehend bestehen Partnerschaften und Kooperationen mit etwa 30 weiteren Institutionen.

### Kooperationen mit US-Universitäten
Kooperationen mit Institutionen in den USA unterhält die Universität unter anderem mit der New York University sowie der University of Southern California in Los Angeles.

## Rankings und Finanzen

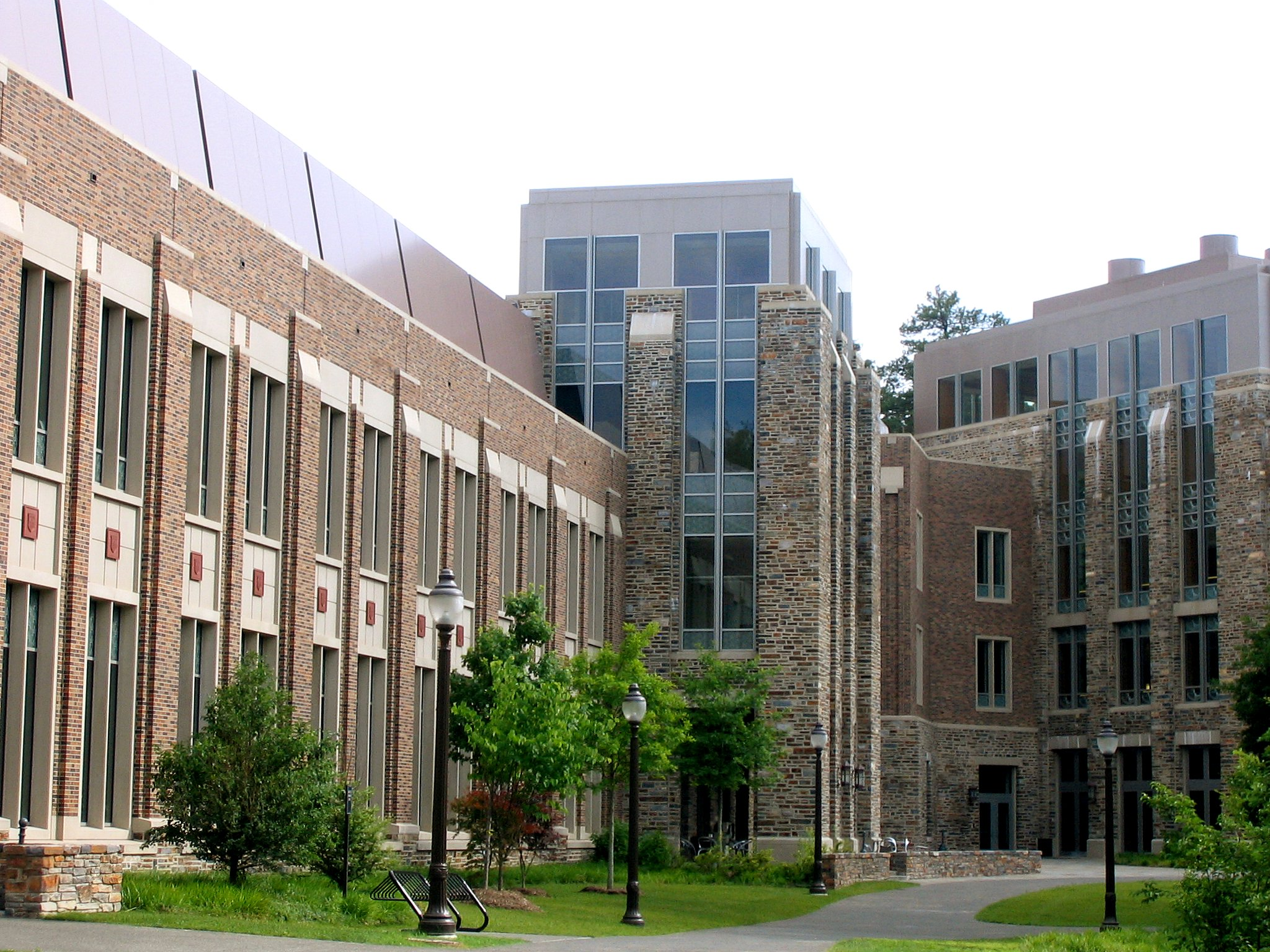
Das „Fitzpatrick Center“ beherbergt viele naturwissenschaftliche Institute

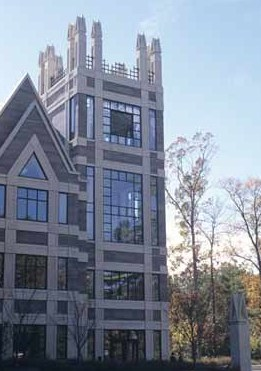
Die „Sanford School of Public Policy at Duke University“

Das aktuelle World's best universities Ranking vom August 2010 des Nachrichtenmagazins U.S. News & World Report, das wohl bedeutendste und einflussreichste Ranking im Bereich der Hochschulen, stuft die Duke auf Platz 14 ein, womit die Universität ihren Platz aus dem Vorjahr behaupten konnte.
Im National University Ranking von U.S. News & World Report 2013 wird Duke auf Platz 7 geführt (gemeinsam mit MIT und UPenn), während die Medizin-, Jura- und Businessfakultät jeweils unter den besten 11 lagen. Das Department of Political Science erzielte 2013 bei U.S. News & World Report in der Gesamtwertung der politikwissenschaftlichen Institute Platz 10 der amerikanischen Universitäten und erreichte im Teilbereich „American Politics“ sogar den siebten Platz, wodurch etwa die Columbia University übertroffen wurde. Das Terry Sanford Institute of Public Policy wurde 2008 auf dem sechsten Platz des Graduate School-Rankings der US-Universitäten im Bereich „Public Policy Analysis“ eingereiht.
Das Wall Street Journal wählte Duke 2005 auf Platz 6 der besten US-Unis. Im weltweiten Ranking von Times Higher Education im Jahr 2013 lag Duke auf Platz 17.
Im Doktoranden-Ranking von U.S. News lag Duke in den Jahren 1998 bis 2008 jeweils zwischen Platz drei und acht. Im U.S. News & World Report 2009 lag die Medizinische Fakultät auf Platz 6 und die Juristische Fakultät auf Platz 10. Die Fuqua School of Business lag im Jahr 2007 auf Platz 12 von U.S. News & World Report und im Jahr 2006 auf Platz 9 von BusinessWeek. Außerdem lag Duke im 2008er Ranking von U.S. News & World Report auf Platz 1 in Englischer Literatur, auf Platz 5 in Biologie und in Biomedizintechnik.
Die Studiengebühren an der Hochschule gehören zu den höchsten in den USA, im Jahr 2010 betrug diese USD 39.000 für College-Studenten und USD 44.000 für Studenten der juristischen Fakultät. Zum Vergleich die Gebühren an der Universität Harvard: USD 37.000 bzw. 41.500. Laut offiziellen Angaben der Duke University gab im Akademischen Jahr 2010/11 im Schnitt jeder Student USD 40.575 für Studiengebühren und Beiträge aus. Die durchschnittliche Stipendienzuwendung durch die Universität zur Finanzierung von Studiengebühren und Lebenshaltungskosten betrug in diesem Zeitraum im Schnitt pro Student USD 35.520. Wie viele andere US-Eliteuniversitäten nimmt auch Duke für sich in Anspruch, bei der Zulassung von Studenten „auf dem finanziellen Auge blind zu sein“; dies bedeutet, dass die Zulassung der Studenten im undergraduate-Bereich nach dem Bewerbungsverfahren unabhängig von ihren tatsächlichen finanziellen Möglichkeiten erfolgt und nötigenfalls alle mit dem Studium verbundenen Kosten durch die Universität getragen werden. Man spricht hierbei von einer sog. need-blind admission policy.

## Stiftungsvermögen
Der Wert des Stiftungsvermögens der Duke University wurde für 2021 mit 12,69 Milliarden US-Dollar angegeben. Damit lag sie auf dem 14. Platz der vermögendsten Universitäten. 2020 war es noch mit 8,47 Milliarden US-Dollar angegeben worden (ebenfalls 14. Platz in der Vermögensreihenfolge); der Anstieg um 49,8 % war weit überdurchschnittlich. Im März 2011 waren es etwa 4,8 Mrd. US-Dollar gewesen, zwei Jahre zuvor, also vor Beginn der Weltfinanzkrise, 6,1 Mrd. US-Dollar. Durch die Weltfinanzkrise schrumpfte das Stiftungsvermögen somit also um über 21 %, womit Duke relativ gesehen ähnlich hart von der Weltfinanzkrise getroffen wurde wie etwa die Harvard University und viele andere Eliteuniversitäten in den USA. Die Vermögenswerte der Duke University stiegen über 6,84 Mrd. $ 2016, 7,91 Mrd. $ 2017 auf 8,52 Mrd. $ 2018. Grundlage des Vermögens der Duke war die Stiftung von 40 Millionen US-Dollar durch James Buchanen Duke am 11. Dezember 1924.

## Sport
College-Sport hat an der Duke University eine lange Tradition. Teil dieser Tradition ist auch ein Basketballspiel, das am 12. März 1944 stattfand und unter dem Namen Secret Game in die Geschichte einging. Das Secret Game war das erste Basketballspiel in den Südstaaten der USA, das zwischen einer weißen und einer schwarzen Mannschaft ausgetragen wurde, und zwar zwischen einem weißen Team der Duke University (nicht den Blue Devils, sondern einem Team des Militärpersonals von der medizinischen Fakultät) und dem schwarzen Team der North Carolina Central University (NCCU), damals noch North Carolina College for Negroes (NCC). Erst am 31. März 1996 wurde dieses Spiel, welches „has become symbolic of how resistance to Jim Crow occurred outside the traditional civil rights movement“, einer breiten Öffentlichkeit bekannt. Scott Ellsworth, ein Historiker und Duke-Absolvent schrieb damals darüber einen Artikel in der New York Times. Im Jahre 2015 hat er die Geschichte dieses Spiels unter dem Titel The Secret Game. A Wartime Story of Courage, Change, and Basketball’s Lost Triumph als Buch veröffentlicht.

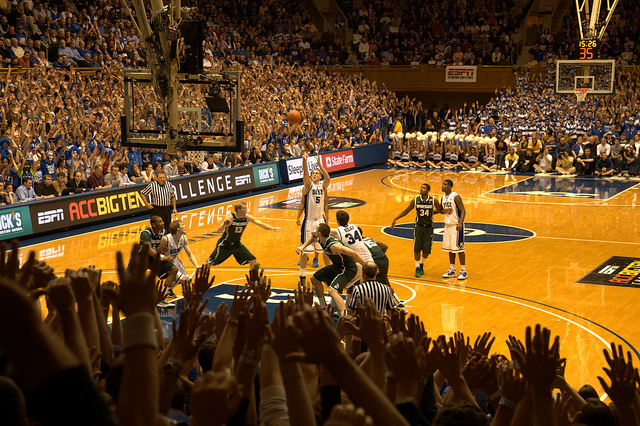
Innenansicht des Cameron Indoor Stadium

Duke betreibt heute ein sehr erfolgreiches Sportprogramm. Besonders die Basketballabteilung gehört zu den besten des Landes. Die Blue Devils gewannen in den 1990er-Jahren dreimal die NCAA Division I Basketball Championships. Die Hochschule ist Mitglied in der Atlantic Coast Conference.
Duke brachte im Lauf der Zeit viele NBA-Spieler hervor, darunter Stars wie Grant Hill, Christian Laettner, Elton Brand, Carlos Boozer, Kyrie Irving und Luol Deng. Des Weiteren genießen die Duke-Absolventen den Ruf, hervorragend ausgebildet zu sein, was unter anderem an „Coach K“ Mike Krzyzewski liegt, welcher zugleich Trainer der US-Nationalmannschaft und Olympiasieger von Peking 2008 sowie London 2012 war. 2010 führte Krzyewski Duke zum Sieg in den Final Four, wo sich die Duke Blue Devils im Finale mit 61:59 Punkten gegen die Butler University durchsetzen konnten. Der sportliche Erfolg von Duke ist sehr ungewöhnlich, da Eliteuniversitäten in aller Regel im amerikanischen College-Sport keine Rolle spielen.

### Sportliche Rivalität mit der University of North Carolina in Chapel Hill

#### Basketball

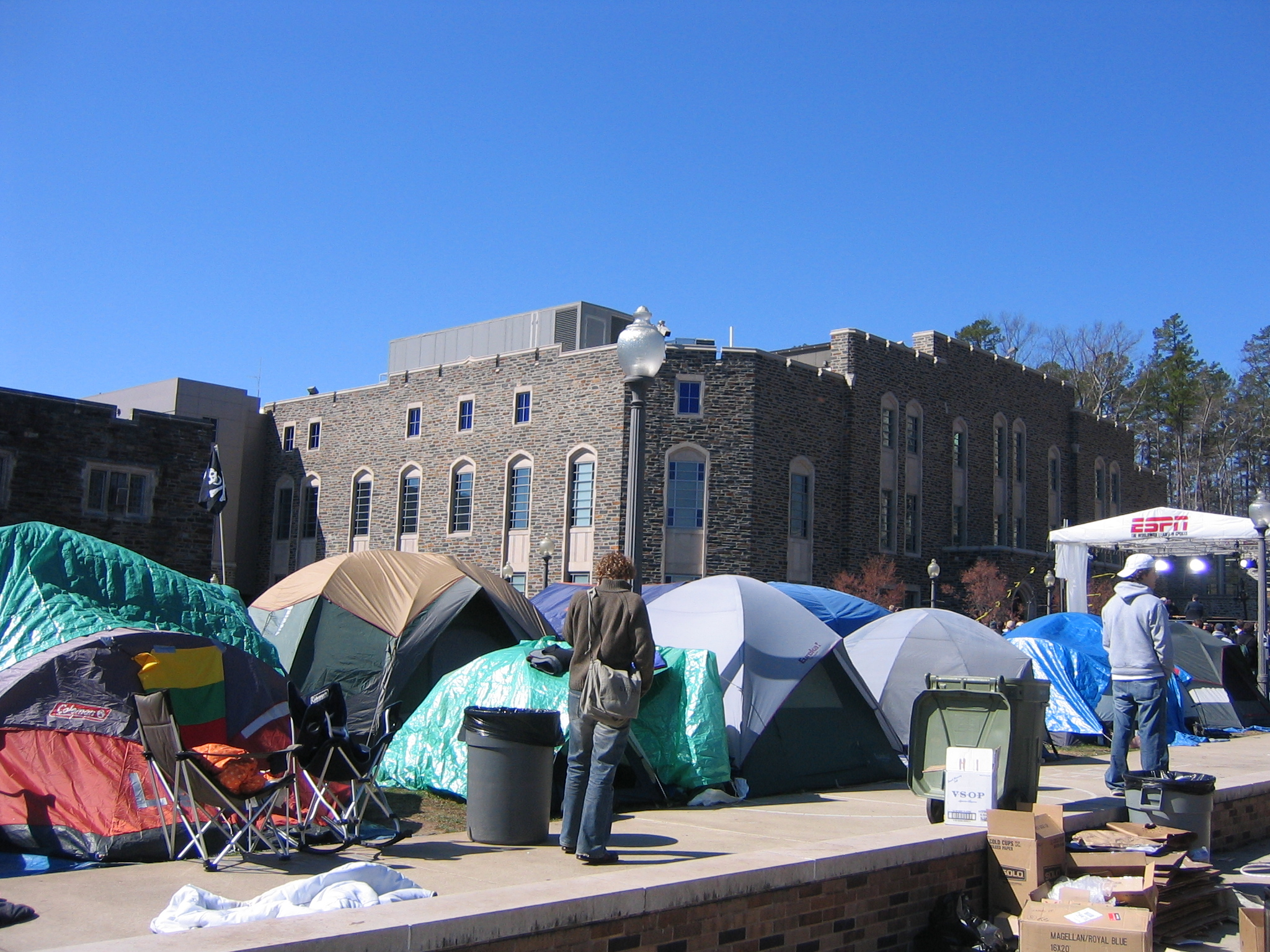
Außenansicht des Cameron Indoor Stadium von Krzyzewskiville aus gesehen; dies ist der Ort, an welchem die Studenten der Duke oftmals tagelang warten und campen, um Einlass für eines der Spiele zu erhalten

Eine bereits seit dem Jahr 1920 bestehende starke Rivalität im Basketball verbindet die Duke mit ihrer „Nachbaruniversität“, der nur etwa 13 km entfernten University of North Carolina in Chapel Hill. Diese Rivalität ergab sich aus mehreren Gründen, so spielte zum einen die geringe Distanz zwischen den Hochschulen eine Rolle, ferner trugen die unterschiedlichen Finanzierungsstrukturen der Einrichtungen (Duke als Privatuniversität, University of North Carolina in Chapel Hill als staatliche Universität) zu dem Konflikt bei, sowie die Tatsache, dass die Basketball-Teams beider Universitäten in den vergangenen 60 Jahren sich landesweit meist gut behaupten konnten, wodurch die Gelegenheit zu zahlreichen wichtigen und umkämpften Duellen gegeben war. In der Liste der College-Basketball-Mannschaften mit den meisten Siegen aller Zeiten führt nämlich die NCAA die UNC auf Rang 3 und Duke auf Rang 4. Das Fachmagazin Sports Illustrated führt den Battle of Tabbacco Road, also die Rivalität zwischen Duke und UNC, unter der Bezeichnung „ernsthafteste und heftigste Blutfehde im gesamten US College-Sport“ und auch beim Fernsehsender ESPN wird die Auseinandersetzung als „fiercest, most personal rivalry“ im College Basketball bezeichnet.
Folgerichtig geht für viele Anhänger der beiden Basketball-Teams die Auseinandersetzung weit über das Sportliche hinaus, so beschrieb es etwa der Autor Will Blythe mit den folgenden Worten:
To legions of otherwise reasonable adults, it is a conflict that surpasses sports; it is locals against outsiders, elitists against populists, even good against evil. It is thousands of grown men and women with jobs and families screaming themselves hoarse at 18-year-old basketball geniuses, trading conspiracy theories in online chat rooms, and weeping like babies when their teams – when they – lose.
Der Konflikt zwischen Duke und UNC spielt nicht nur für die beiden Universitäten eine überragende Rolle, sondern hat auch eine große landesweite Bedeutung. So erreichte die Begegnung der beiden Mannschaften im März 2008 über 5,6 Millionen Zuschauer auf ESPN, wodurch es zum meistgesehenen College-Basketballspiel der Sendergeschichte wurde.

#### Der Konflikt mit den Basketballern der UNC in den studentischen Zeitungen der Universitäten
Es ist seit langer Zeit Tradition, dass die studentische Zeitung The Chronicle am Tag vor dem ersten der beiden jährlichen Aufeinandertreffen mit UNC eine „Sonderausgabe“ unter dem Titel The Daily Tar Hole (dt.: Das tägliche Teerloch) veröffentlicht, welche die studentische Zeitung der UNC The Daily Tar Heel veralbern soll und deren Titelseite zahlreiche bewusste Falschmeldungen und Enten über die UNC enthält. Im Gegenzug veröffentlicht The Daily Tar Heel zu jedem der beiden Duelle unter dem Titel Insider's guide to hating Duke eine Kolumne von Ian Williams. Hierdurch ließen sich die Redakteure von ESPN online zu der leicht entnervten Artikelüberschrift Even their Newspapers hate each other hinreißen. Derart angespannt wie zwischen den Sportmannschaften ist das Verhältnis zwischen den Studentenzeitungen allerdings nicht, so ist es seit langem Praxis, dass die Zeitung der unterlegenen Universität am Folgetag der Niederlage ihre Titelseite in der Farbe der siegreichen Universität gestaltet, das Logo des gegnerischen Teams an einer auffälligen und hervorstechenden Stelle der Ausgabe positioniert und die siegreiche Universität als still the best rühmt.

#### Football

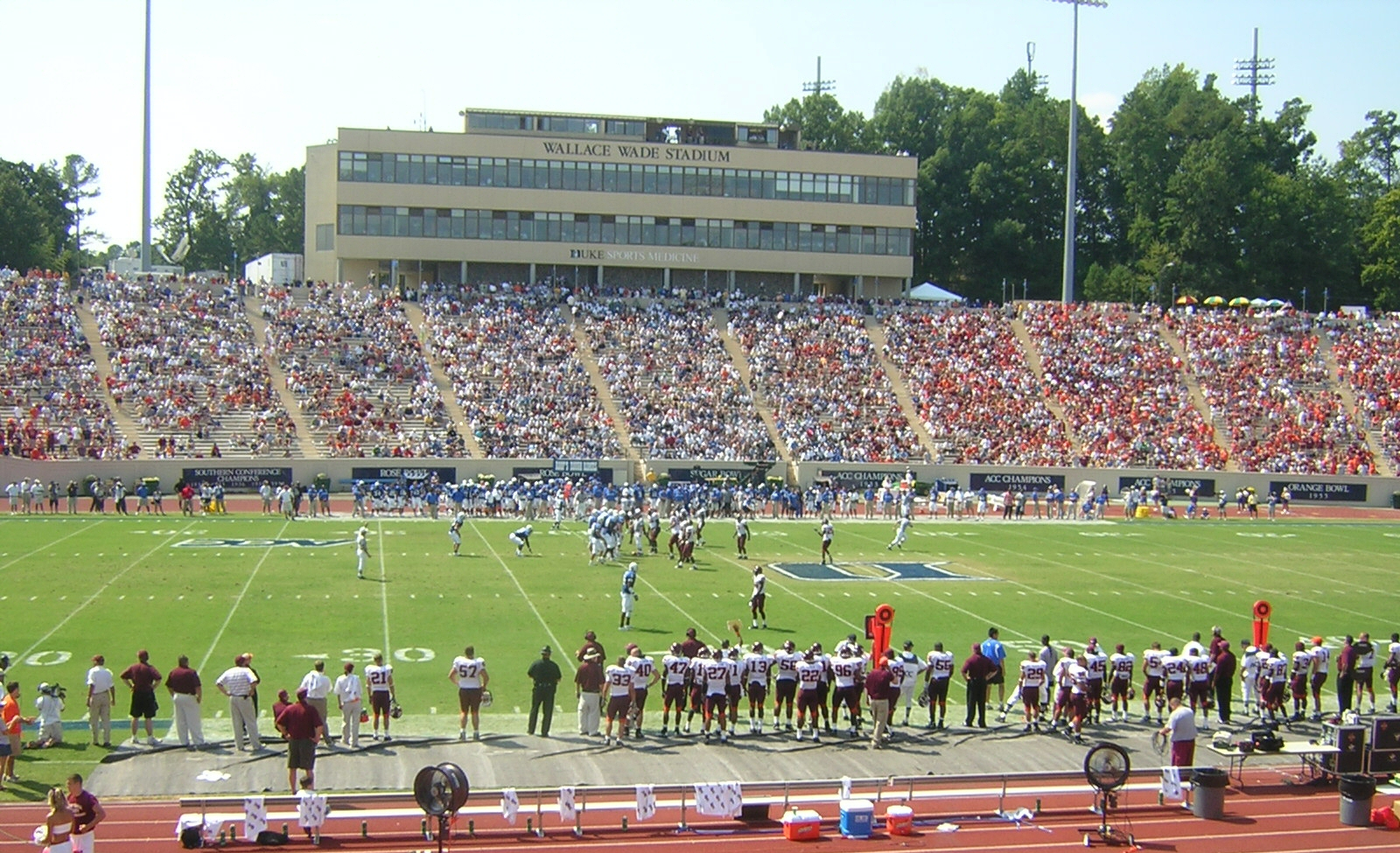
Wallace-Wade-Stadion; hier trägt die Football-Mannschaft der Duke ihre Heimspiele aus

Eine ähnliche – zwar ältere, inzwischen in ihrer Intensität aber leicht „abgekühlte“ – Rivalität verbindet Duke und die UNC im Bereich des College Football. Wenn diese Rivalität somit inzwischen als nicht mehr derart heftig eingestuft werden muss wie diejenige im Basketball, so wurde sie dennoch noch im Jahr 2008 vom Duke Office of News & Communications als „120-jähriger Krieg“ zwischen den beiden Universitäten bezeichnet.

### Sportliche Rivalität mit der University of Maryland
Eine weitere erbitterte Rivalität verbindet die Basketballer der Duke mit der University of Maryland. Angesichts der Tatsache aber, dass für die Angehörigen der Duke das Rivalitätsverhältnis zur UNC deutlich wichtiger ist als dasjenige zur University of Maryland – nicht zuletzt auch weil die Duke von den 170 Aufeinandertreffen mit Maryland zwischen Februar 1925 und Februar 2011 109 gewann und nur 61 verlor und somit die Auseinandersetzung stets klar dominierte – ist für die Angehörigen der University of Maryland dieses Verhältnis wohl als deutlich wichtiger einzustufen als für die Angehörigen der Duke. Aber auch für die Duke besitzt das Duell mit Maryland durchaus viel Brisanz, so sprach etwa der Sportkolumnist Michael Wilbon von der Washington Post im März 2010 im Bezug auf das damals anstehende Duell zwischen Duke und Maryland von one of the best (rivalries) in College Basketball.

### Der Skandal um das Lacrosse-Team der Duke University im Jahr 2006
Im März 2006 beschuldigte Crystal Gail Mangum, eine afroamerikanische Studentin der North Carolina Central University, welche als Stripperin, Tänzerin und Escortgirl arbeitete, fälschlicherweise drei Mitglieder des Lacrosse-Teams der Duke University, sie während einer studentischen Party am 13. März 2006 gemeinschaftlich vergewaltigt zu haben. Aufgrund der Konstellation des Falles, eine Afroamerikanerin wurde angeblich von drei weißen Studenten vergewaltigt, sprachen viele Personen, welche mit dem Fall befasst waren bzw. hierüber berichteten, sehr bald von einem rassistischen Verbrechen bzw. einem Hassverbrechen.
Jedoch ergaben sich sehr bald – vor allem aufgrund von massiven Inkonsistenzen in der Aussage der Anzeigenerstatterin – Zweifel an den geschilderten Ereignissen, welche allerdings zunächst nicht dazu führten, dass der ermittelnde Staatsanwalt Mike Nifong genauere Recherchen bzgl. der Glaubwürdigkeit der Aussage von Mangum anordnete. Nifong, welcher sich – um den Duke-Studenten das vermeintliche Verbrechen in jedem Falle nachweisen zu können – im Laufe der Ermittlungen verschiedener Straftaten schuldig machte, wurde schließlich der Fall entzogen und am 11. April 2007 erklärte der Generalstaatsanwalt von North Carolina, dass die drei beschuldigten Studenten Opfer eines „tragic rush to accuse“ geworden seien und befand sie für „eindeutig unschuldig“.  Nifong wurde später des kriminellen Verhaltens während der Untersuchung für schuldig befunden, woraufhin er eine eintägige Gefängnisstrafe verbüßen musste und seine anwaltliche Zulassung verlor. Auch die Stadt Durham selbst geriet unter heftige Kritik, da Mitglieder des Durham Police Department Nifong gestattet hatten, entgegen allen Vorschriften de facto als Leiter der Ermittlungen zu fungieren und diese somit massiv zu beeinflussen. Auch nahmen die Polizisten der Kritik zufolge keinen Anstoß daran, dass Mangum bei ihrer Vernahme zur Identifizierung der Täter lediglich deren Fotos – und keine weiteren – vorgelegt wurden, womit deren Identifizierung kaum als belastbar eingestuft werden könne.
Im Jahr 2008 veröffentlichte Mangum ihre Memoiren The Last Dance for Grace: The Crystal Mangum Story, die sie zusammen mit Vincent Clark geschrieben hat. In dem Buch gab Magnum erneut ihre unbelegte Version der Ereignisse und beharrte weiterhin auf der widerlegten Behauptung, sie sei auf der Party angegriffen worden. Mangum behauptete, dass die Einstellung des Verfahrens politisch motiviert war.
Crystal Gail Mangum, die für ihre Falschaussage nie zur Rechenschaft gezogen wurde, wurde Anfang 2010 wegen versuchten Mordes an ihrem Freund und Brandstiftung angeklagt und zu 15–18 Jahren Gefängnis verurteilt.
Auch stellte sich in der Folge des Skandals um die Lacrosse-Spieler heraus, dass dies nicht die erste Gelegenheit war, zu welcher Mangum fälschlicherweise Vergewaltigungsanschuldigungen erhoben hatte.

## Duke als „Keimzelle“ des Usenet
An der Duke und der UNC in Chapel Hill wurde im Jahr 1979 durch die Verbindung zweier Unix-Rechner das Usenet aus der Taufe gehoben, welches als freie Alternative zum Arpanet, dem Vorläufer des heutigen Internet, dienen sollte. Der Datenaustausch zwischen den beiden Rechnern erfolgte über herkömmliche Telefonleitungen mit dem Unix-Protokoll UUCP. Es wurden relativ bald weitere Rechner in das Netzwerk integriert, wegen des verwendeten UUCP-Protokolls war das Netz jedoch auf UNIX-Rechner beschränkt. Über UUCP bestand die Möglichkeit, zum einen persönliche Nachrichten auszutauschen (E-Mail), zum anderen in öffentlichen Foren teilzunehmen. Mehr als 30 Jahre nach dem Start des Dienstes schaltete die Duke am 20. Mai 2010 ihren Unix-Server ab, begründet wurde dies mit der zunehmend geringeren Bedeutung des Usenets angesichts von „Erben“ wie Web-Feeds, Facebook und Twitter sowie mit den ständig steigenden Kosten des Projekts.

## Sehenswürdigkeiten auf dem Campus
- Duke Chapel, Architekt Julian F. Abele
- Der im gotischen Stil erbaute Westcampus und der im georgianischen Stil erbaute Ostcampus.
- Nasher Museum of Modern Art, Architekt Rafael Viñoly
- Sarah P. Duke Gardens
- Cameron Indoor Stadium, Dukes Basketballstadion
- Wallace Wade Stadium

## Lehrkörper
- Dan Ariely (* 1967), Psychologe und Verhaltensökonom
- Jean-Pierre Bekolo (* 1966), Filmregisseur
- Fred Dretske (1932–2013), Philosoph
- Owen Flanagan (* 1949), Philosoph und Neurowissenschaftler
- Pamela Gann (* 1948), Mathematikerin und Rechtswissenschaftlerin
- Manuel Kuster, Ingenieurwissenschaftler für Elektro- und Molekulartechnik
- Michael A. Gillespie, Politikwissenschaftler und Philosoph, Direktor des „Gerst Programm für politikwissenschaftliche, wirtschaftswissenschaftliche und humanistische Studien“
- Jack Halberstam (* 1961), auch bekannt als Judith Halberstam, Anglistik
- Stanley Hauerwas (* 1940), Theologe und Ethiker
- Richard B. Hays (1948–2025), Neutestamentler
- Robert J. Lefkowitz (* 1943), Biochemiker, Nobelpreisträger in Chemie 2012
- Nan Lin (* 1938), Soziologe
- Susan Lozier, Ozeanographin
- William McDougall (1871–1938), Psychologe
- Michael Munger, Politikwissenschaftler und Ökonom
- Miguel Nicolelis (* 1961), Neurowissenschaftler
- Reynolds Price (1933–2011), Anglistik, Kreatives Schreiben
- Joseph Banks Rhine (1895–1980), Parapsychologe
- Kathy Rudy (* 1956), Frauenforscherin und Ethikerin
- William Stern (1871–1938), Begründer der Differenziellen Psychologie, Mitbegründer der Universität Hamburg, der Deutschen Gesellschaft für Psychologie und der Zeitschrift für angewandte Psychologie.
- Jane Tompkins (* 1940), Literaturwissenschaftlerin
- Michel-Rolph Trouillot (1949–2012), Anthropologe und Historiker
- Talitha Washington (* 1974), Mathematikerin
- Robyn Wiegman (* 1958), Literaturwissenschaftlerin
- Karl Zener (1903–1964), Psychologe

## Bekannte Absolventen
- Grayson Allen (* 1995), Basketballspieler
- Peter Agre (* 1949), 2003 Nobelpreis in Chemie, Vize-Kanzler der Duke Medical School
- R. J. Barrett (* 2000), kanadischer Basketballspieler
- Shane Battier (* 1978), Basketballspieler
- Alana Beard (* 1982), Basketballspielerin
- Elton Brand (* 1979), Basketballspieler
- Tim Bollerslev (* 1958), Ökonom
- Carlos Boozer (* 1981), Basketballspieler
- Ryan Carnes (* 1982), Schauspieler
- Deborah E. Citrin, Radioonkologin
- Edmund M. Clarke (1945–2020), Informatiker und Turing-Preisträger
- John Cocke (1925–2002), Informatiker und Turing-Preisträger
- Tim Cook (* 1960), CEO des Unternehmens Apple
- Eddy Cue (* 1964), Senior Vice President bei Apple
- Hans Georg Dehmelt (Post-Doc. 1952–1955) (1922–2017), 1989 Nobelpreis in Physik
- Elizabeth Dole (* 1936), Politikerin
- Chris Duhon (* 1982), Basketballspieler
- Ayda Field (* 1979), Schauspielerin, Ehefrau von Robbie Williams (* 1974)
- Cooper Flagg (* 2006), Basketballspieler
- Melinda Gates (* 1964), Ehefrau von Bill Gates (* 1955)
- Annabeth Gish (* 1971), Schauspielerin
- Gregor Hagedorn (* 1965), Botaniker
- Michael Hardt (* 1960), Literaturtheoretiker
- Thomas Hennessy, (* 1994), Footballspieler
- Grant Hill (* 1972), Basketballspieler
- Jennifer A. Hillman (* 1957), ehemaliges Mitglied am WTO Appellate Body und Hochschullehrerin
- Kyrie Irving (* 1992), Basketballspieler
- Frances Itani (* 1942), kanadische Schriftstellerin
- Trachette Jackson (* 1972), Mathematikerin und Hochschullehrerin
- Fredric Jameson (1934–2024), Literaturkritiker und -theoretiker
- Ken Jeong (* 1969), Schauspieler, Comedian und Arzt
- Sonny Jurgensen (* 1934), American-Football-Spieler
- William G. Kaelin (* 1957), Onkologe, 2019 Nobelpreis in Medizin
- Juanita M. Kreps (M.A. 1944; Ph.D 1948) (1921–2010), US-Handelsministerin, erste Vizepräsidentin der Duke University
- Ricardo Lagos (* 1938), Präsident von Chile (2000–2006)
- Fritz London (1900–1954), Physiker
- Daniel Mallory (* 1979), Romanautor
- George McAfee (1918–2009), American-Football-Spieler
- Roswell McClelland (1914–1995), Flüchtlingshelfer und Diplomat
- Sally Meyerhoff (1983–2011), Langstreckenläuferin
- Shelley Moore Capito (* 1953), Politikerin
- Richard Nixon (LL.B. 1937) (1913–1994), US-Präsident (1969–1974)
- Rand Paul (M.D. 1988) (* 1963), Politiker
- Ron Paul (* 1935), Politiker
- Ace Parker (1912–2013), American-Football-Spieler
- Thomas Reardon (* 1969), Computational Neuroscientologe
- J. J. Redick (* 1984), Basketballspieler und -trainer
- Robert Coleman Richardson (Ph.D 1966) (1937–2013), 1996 Nobelpreis in Physik
- Manuel Sager (L.L.M. 1985) (* 1955), Diplomat
- Kenneth Starr  (1946–2022), Jurist
- Ed Parish Sanders (1937–2022), Theologe
- Eric K. Shinseki (* 1942), General und Politiker
- Adam Silver (* 1962), NBA-Commissioner
- Windland Smith Rice (1970–2005), Fotografin und Schauspielerin
- William Styron (1925–2006), Schriftsteller, 1968 Pulitzer-Preisträger
- Jayson Tatum (* 1998), Basketballspieler
- Charles Hard Townes (M.A. 1937) (1915–2015), 1964 Nobelpreis in Physik
- Anne Tyler (* 1941), Schriftstellerin, 1989 Pulitzer-Preisträgerin
- Zion Williamson (* 2000), Basketballspieler
- Karen Yasinsky (* 1965), Künstlerin und Dozentin (Schwerpunkte: Animation/Video, Grafik)